# Suwon Samsung Bluewings Football Club
Suwon Samsung Bluewings (del coreano: 수원 삼성 블루윙즈) es un club de fútbol profesional situado en Suwon, provincia de Gyeonggi (Corea del Sur). Juega en la K League 2, segunda categoría del país.
Fue fundado el 15 de diciembre de 1995. Debutó en competición oficial en 1996 y dos años después ganó la primera liga de su historia. Desde entonces ha sido uno de los clubes más fuertes a nivel nacional, con cuatro ligas (1998, 1999, 2004 y 2008) y cinco copas nacionales. Además ha ganado la Liga de Campeones de la AFC en 2001 y 2002.
El equipo está controlado por la multinacional Samsung a través de su filial Cheil Worldwide, que gestiona trece clubes deportivos (cinco de ellos profesionales) en distintas disciplinas.

## Historia
El Suwon Samsung Bluewings fue fundado en 1995 por el grupo Samsung, interesado en competir en la liga profesional de fútbol (K League) a partir de la temporada 1996. El técnico fue el exseleccionador de Corea del Sur durante el Mundial de 1994, Kim Ho. Además contrató a jugadores prometedores como Park Kun-ha, Lee Woon-jae y el internacional rumano Pavel Badea. En su debut terminó subcampeón; llegó hasta la final del torneo y perdió frente al Ulsan Hyundai Horang-i. Al año siguiente finalizaron en quinto lugar y fueron finalistas de la Recopa de la AFC.
El primer título de liga llegó en la temporada 1998. Después de ser campeón de la temporada regular, derrotaron en la final por el título al Ulsan Hyundai (1:0 en la ida y 0:0 en la vuelta). En aquel equipo destacaron Ko Jong-soo y el yugoslavo Saša Drakulić, máximo goleador. Y en la campaña de 1999 firmó un histórico triplete de liga, copa de la liga (ediciones de primavera y otoño) y supercopa.
La consagración internacional de los Bluewings llegó con las dos Copas de Clubes de Asia de 2001 y 2002: la primera obtenida en una final frente al Júbilo Iwata japonés (1:0, gol de Sandro Cardoso) y la segunda contra un rival surcoreano, el Anyang LG Cheetahs; tras un empate a cero en el tiempo reglamentario, vencieron por 4:2 en la tanda de penaltis. Ese mismo año también obtuvo la Korean FA Cup.
Kim Ho anunció su retirada como entrenador a finales del año 2003. En sus ocho temporadas había ganado dos ligas, cinco copas de liga, una copa de Corea del Sur, dos supercopas y dos copas de clubes de Asia. Su sustituto fue Cha Bum-kum, uno de los mayores embajadores del fútbol surcoreano. El exjugador tuvo también un buen debut, pues en la temporada 2004 los Bluewings ganaron su tercera K League, frente al Pohang Steelers. Hubo seis miembros del club en el once ideal: el portero Lee Woon-jae; los defensas Kwak Hee-ju y el argentino Javier Martín Musa; los extremos Kim Do-heon y Kim Dae-eui, y el delantero brasileño Nádson, quien además fue jugador más valioso.

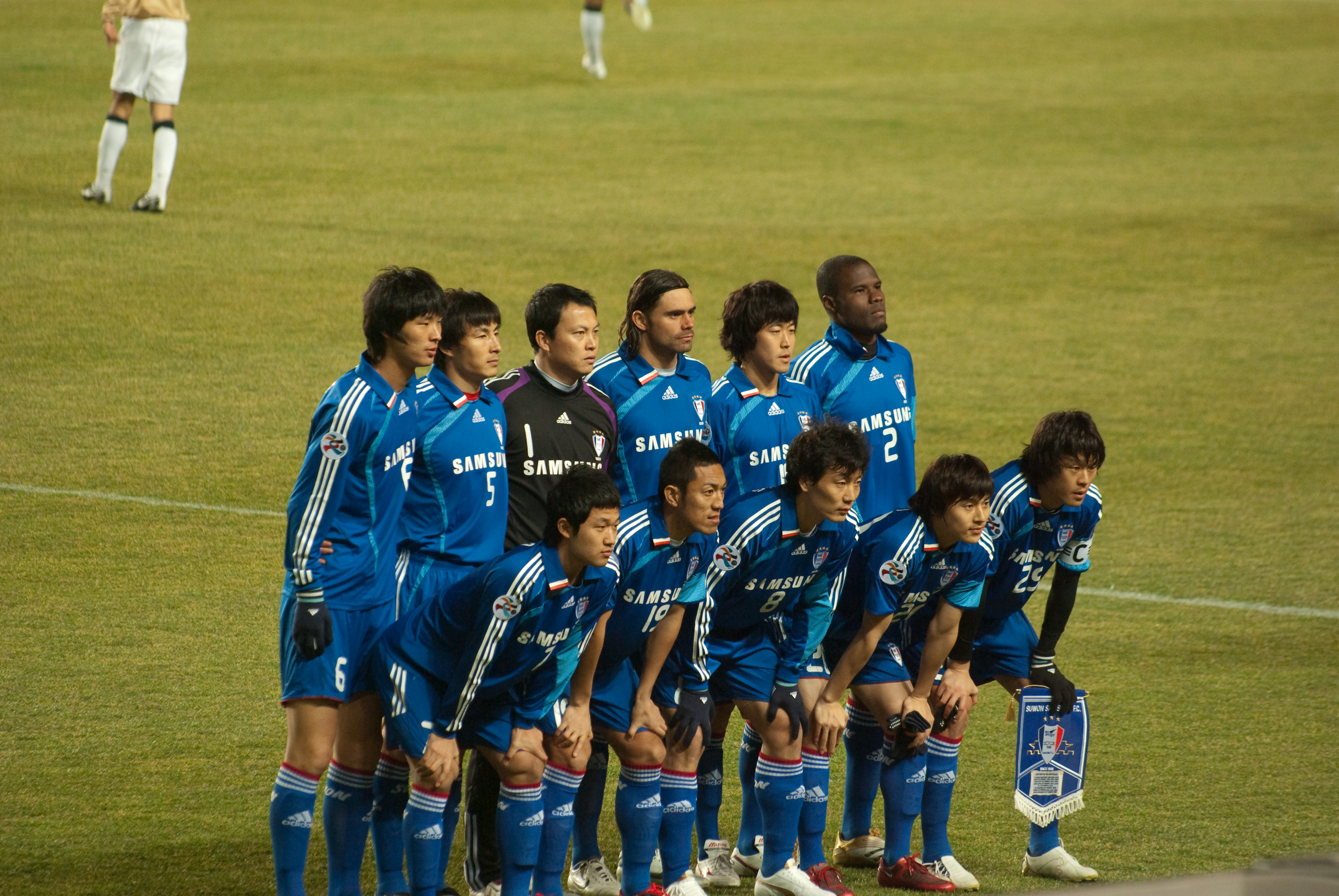
Equipo titular en un partido en la ACL 2009 vs Kashima Antlers de Japón.

Después de un discreto desempeño en la campaña anterior, el Suwon volvió a hacer un buen papel en 2006 al finalizar líder de la fase regular de la K League. Sin embargo, perdió en la final contra Seongnam Ilhwa Chunma por 3:1. En 2007 fue semifinalista a pesar de fichar al delantero Ahn Jung-hwan (héroe durante la Copa Mundial de 2002). Y en la temporada 2008 logró por fin un doblete: ganó la cuarta liga de su historia frente al FC Seoul (3:2) y una copa de la liga. Aunque los Bluewings no volvieron a ganar la liga en años posteriores, sí se proclamaron campeones de la Korean FA Cup en sus ediciones de 2009 (frente al Ilhwa Chunma en los penaltis) y de 2010 (0:1 ante Busan I'Park).
Cha Bum-kum dimitió en 2010 tras una serie de malos resultados y fue sustituido por el exjugador Yoon Sung-hyo, al frente durante las tres temporadas. El rendimiento del club fue inferior a lo esperado y en todo ese tiempo no logró ningún título, siendo su mayor logro un subcampeonato en la copa surcoreana de 2011 y las semifinales de la Liga de Campeones de la AFC 2011, en las que fueron eliminados por el Al-Sadd Sports Club catarí. En 2013 fichó como entrenador a Seo Jung-won.

## Símbolos

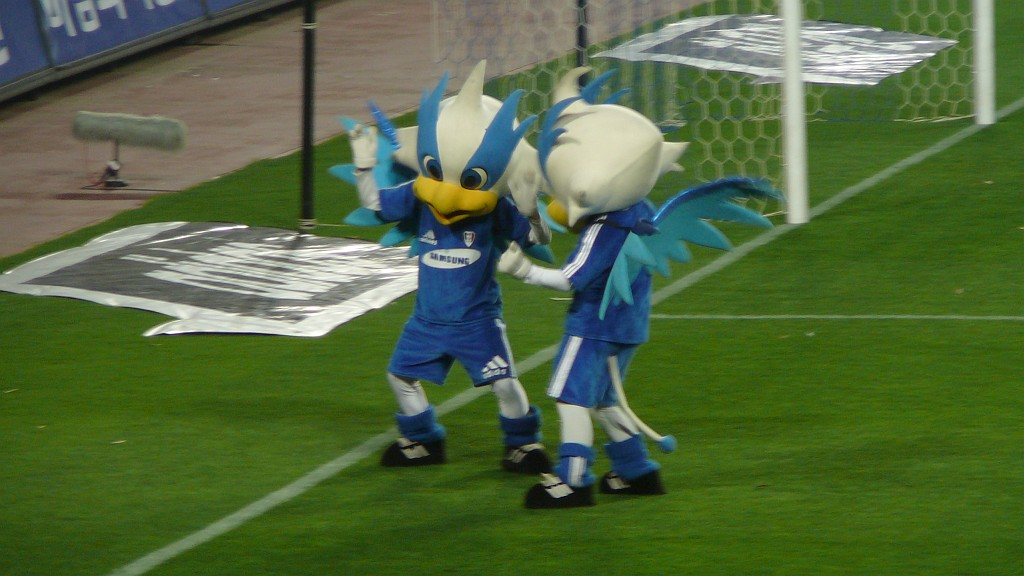
"Aguileon", mascota de Suwon Bluewings.

La palabra inglesa "Bluewings" se traduce al castellano como "alas azules"; el azul es el color corporativo de Samsung y las alas simbolizan "el deseo de crecer y salir victoriosos con un juego veloz y dinámico", que hacen extensible también al fútbol surcoreano.
En el centro del escudo figura la fortaleza de Hwasong en representación de la historia de la ciudad y el año de fundación, "1995". En la aparte superior aparece el logotipo "Bluewings" mientras que en la inferior está el nombre de la ciudad. Samsung es el patrocinador pero su nombre no figura en el estandarte.
La mascota es "Aguileon", un grifo con cabeza de águila y cuerpo de león. Su nombre es un acrónimo en español de los animales que conforman esta criatura. Sus alas azules, además de ser un guiño al equipo (blue wings), representan "la armonía entre la entidad y los aficionados que la apoyan".

## Uniforme

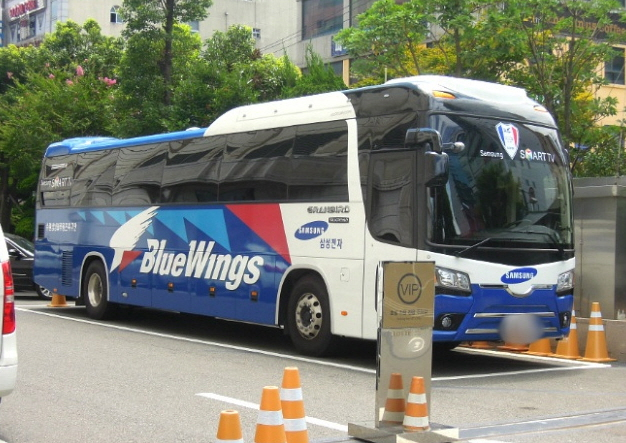
Autobús del Suwon Bluewings.

- Uniforme titular: Camiseta azul, pantalón azul, medias azules.
- Uniforme alternativo: Camiseta blanca, pantalón blanco, medias blancas.

Los colores azul y blanco son también los corporativos de Samsung Electronics. El fabricante desde 2002 es Adidas.

### Patrocinadores
| Año  | Marca deportiva | Patrocinador        | Otro patrocinador                 | Notas                                          |
| ---- | --------------- | ------------------- | --------------------------------- | ---------------------------------------------- |
| 1996 | Rapido          | Samsung Electronics | BlueWings                         | Nombre del equipo                              |
| 1997 | Rapido          | Samsung Electronics | Masterpiece+1                     | Marca de TV                                    |
| 1998 | Rapido          | Samsung Electronics | Masterpiece+1                     | Marca de TV                                    |
| 1999 | Rapido          | Samsung Electronics | Anycall                           | Marca de telefonía                             |
| 2000 | Rapido          | Samsung Electronics | Anycall                           | Marca de telefonía                             |
| 2001 | Rapido          | Samsung Electronics | SensQ (local) Bluewin (visitante) | Marca de ordenador portátil Aire acondicionado |
| 2002 | Adidas          | Samsung Electronics | Hauzen                            | Marca de electrónica                           |
| 2003 | Adidas          | Samsung Electronics | Hauzen                            | Marca de electrónica                           |
| 2004 | Adidas          | Samsung Electronics | PAVV                              | Marca de TV                                    |
| 2005 | Adidas          | Samsung Electronics | PAVV                              | Marca de TV                                    |
| 2006 | Adidas          | Samsung Electronics | PAVV                              | Marca de TV                                    |
| 2007 | Adidas          | Samsung Electronics | PAVV                              | Marca de TV                                    |
| 2008 | Adidas          | Samsung Electronics | PAVV                              | Marca de TV                                    |
| 2009 | Adidas          | Samsung Electronics | Samsung PAVV                      | Marca de TV                                    |
| 2010 | Adidas          | Samsung Electronics | Samsung PAVV                      | Marca de TV                                    |
| 2011 | Adidas          | Samsung Electronics | Samsung SMART TV                  | Marca de TV                                    |
| 2012 | Adidas          | Samsung Electronics | Samsung SMART TV                  | Marca de TV                                    |
| 2013 | Adidas          | Samsung Electronics | Samsung SMART TV                  | Marca de TV                                    |
| 2014 | Adidas          | Samsung Electronics | Samsung UHD Curved                | Marca de TV                                    |
| 2015 | Adidas          | Samsung Electronics | Samsung SUHD TV 4K                | Marca de TV                                    |
| 2016 | Adidas          | Samsung Electronics | SUHD TV                           | Marca de TV                                    |
| 2017 | Adidas          | Samsung Electronics | QLED TV                           | Marca de TV                                    |
| 2018 | Zaicro          | Samsung Electronics | QLED TV                           | Marca de TV                                    |
| 2019 | Puma            | Samsung Electronics | QLED TV                           | Marca de TV                                    |
| 2020 | Puma            | Samsung Electronics | QLED 8K                           | Marca de TV                                    |
| 2021 | Puma            | Samsung Electronics | Neo QLED                          | Marca de TV                                    |
| 2022 | Puma            | Samsung Electronics | Neo QLED 8K                       | Marca de TV                                    |
| 2023 | Puma            | Samsung Electronics | Galaxy S23                        | Marca de telefonía                             |
| 2024 | Puma            | Samsung Electronics | Galaxy S24                        | Marca de telefonía                             |

## Estadio

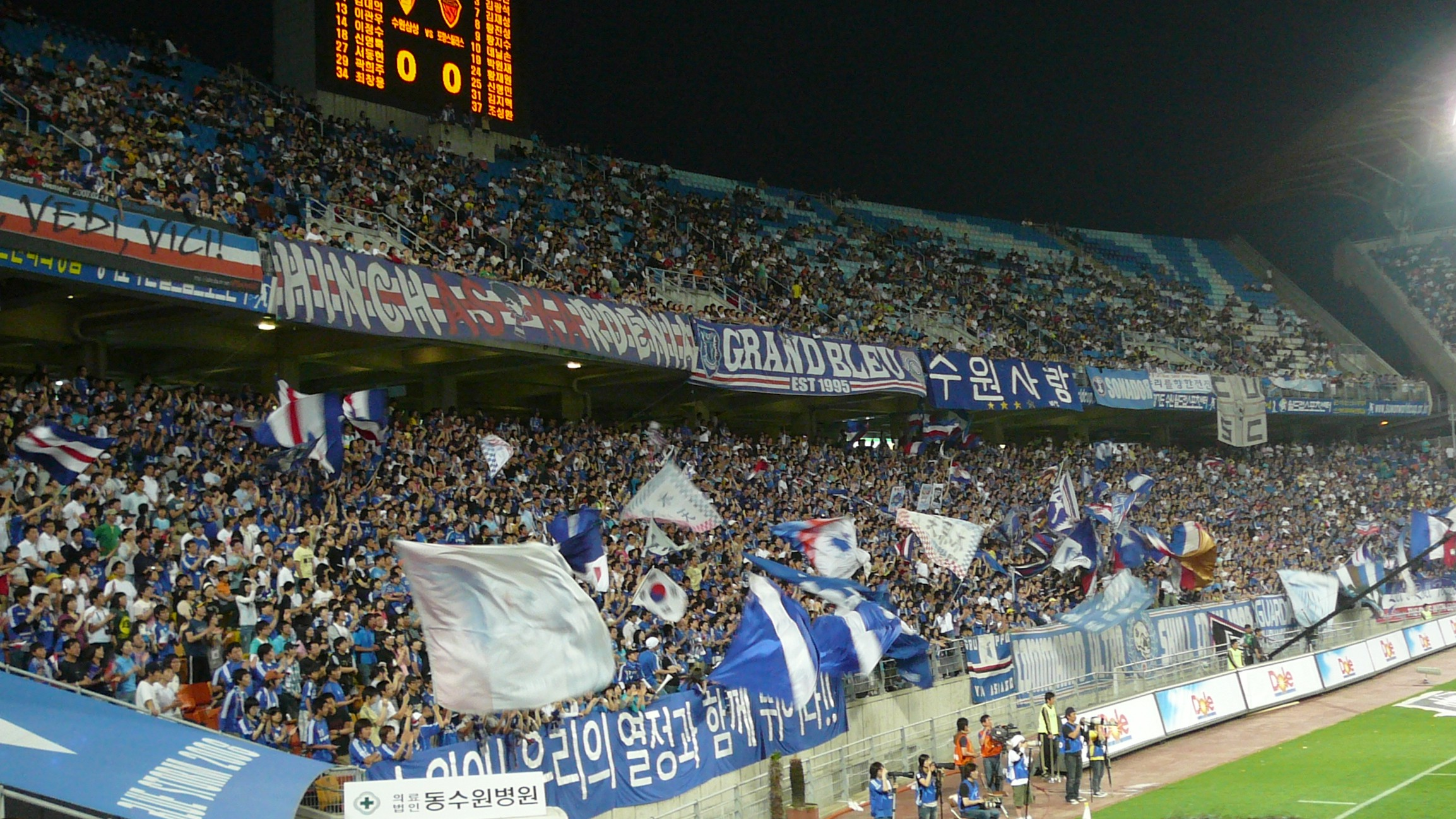
Interior del Estadio Mundialista de Suwon.

El estadio donde el Suwon Samsung Bluewings juega de local es el Estadio Mundialista de Suwon, apodado "Big Bird" (Gran pájaro) y construido para ser sede de la Copa Mundial de Fútbol de 2002. Su césped es natural y cuenta con 43.959 localidades. Los laterales están cubiertos por un techo, mientras que los fondos quedan descubiertos. En los alrededores hay instalaciones auxiliares y un campo de fútbol anexo. A partir de 2014 lo compartirá con el otro club de la ciudad, el Suwon F.C.
El diseño y la construcción corrieron a cargo de la firma surcoreana Samoo Architects & Engineers. Las obras comenzaron el 15 de noviembre de 1996 y la inauguración oficial tuvo lugar el 13 de mayo de 2001. Pocas semanas después albergó la final de la Copa de Clubes de Asia 2001 y fue también sede de la Copa FIFA Confederaciones del mismo año. Suwon Bluewings se mudó a esta nueva instalación a mitad de la temporada 2001.
Durante el Mundial albergó cuatro partidos: tres de la fase de grupos —Estados Unidos-Portugal (3:2), Senegal-Uruguay (3;3) y Costa Rica-Brasil (2:5)— y los octavos de final España-Irlanda (1:1).
El equipo jugó sus primeras seis temporadas, desde 1996 hasta principios de 2001, en el Complejo Deportivo de Suwon. El estadio principal dispone de 27.000 localidades y está rodeado de una pista de atletismo. Durante los Juegos Olímpicos de Seúl 1988 fue un centro de entrenamiento, y el pabellón anexo fue también subsede olímpica para pruebas de balonmano.

### Historial de estadios
- 1996 a 2001: Complejo Deportivo de Suwon
- Desde 2001: Estadio Mundialista de Ulsan

## Rivalidades

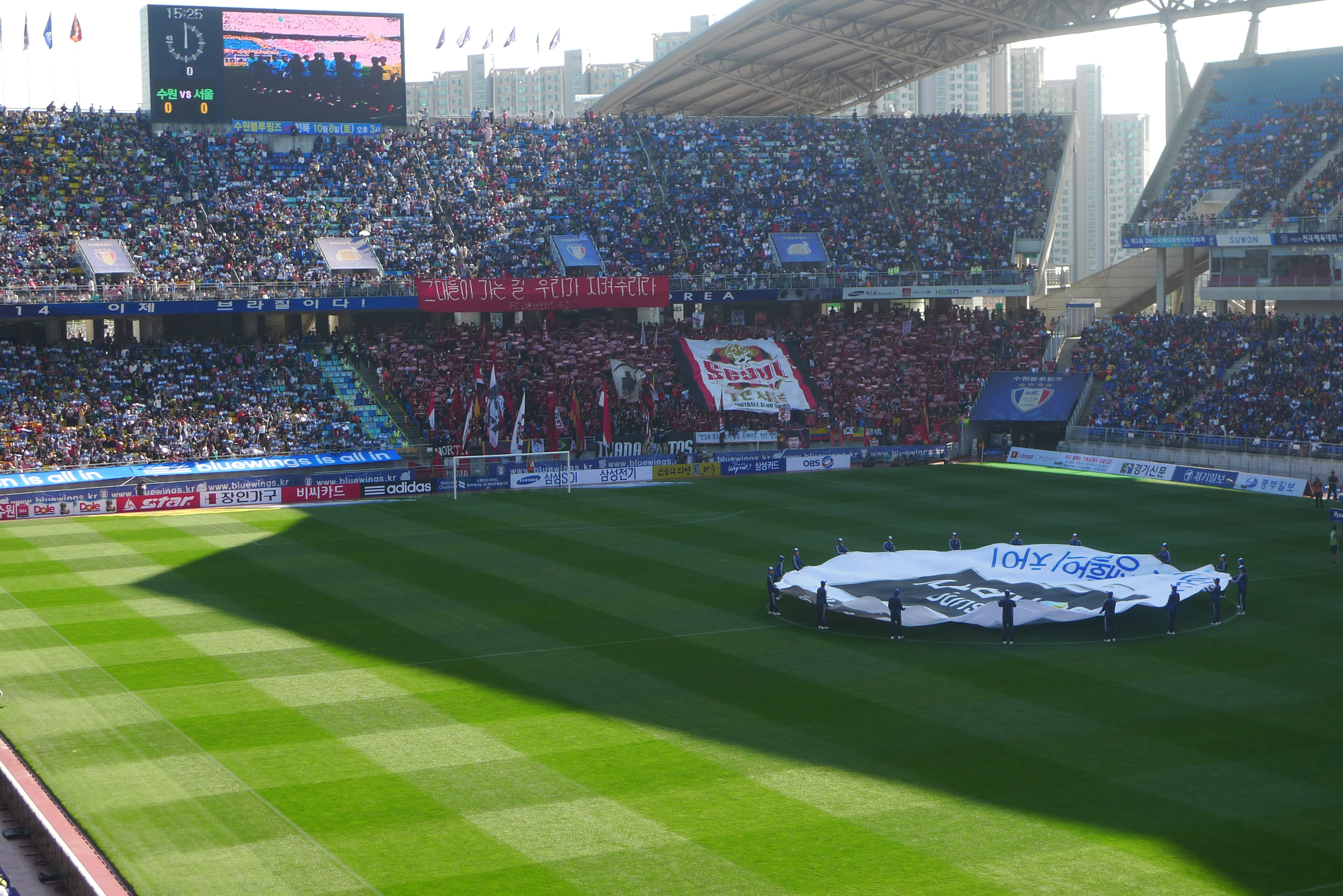
Estadio Mundialista de Suwon, vista desde el asiento N (durante el partido entre Suwon y Seúl)

### Super Match
El Super Match es el partido que disputan el Suwon Samsung Bluewings FC y el FC Seoul que desarrollaron una fuerte rivalidad, cada vez más grande con el paso del tiempo. Este es el derby de Corea del Sur, el encuentro es de tal trascendencia que se sigue escala mundial.
Por otra parte, LG Electronics (empresa que controla y financia al FC Seoul) y Samsung Electronics (empresa que controla al Suwon) fueron rivales en la industria Electornics. Naturalmente nació la rivalidad entre estos dos clubes.

## Jugadores

### Plantel 2018

#### Altas y bajas 2017–18 (invierno)
| Altas     | Altas    | Altas       | Altas   | Altas |
| Jugador   | Posición | Procedencia | Tipo    | Costo |
| --------- | -------- | ----------- | ------- | ----- |
| Cristovam | Defensa  | Paraná      | Cesión. | --    |

| Bajas   | Bajas    | Bajas   | Bajas | Bajas |
| Jugador | Posición | Destino | Tipo  | Costo |
| ------- | -------- | ------- | ----- | ----- |

### Once ideal histórico

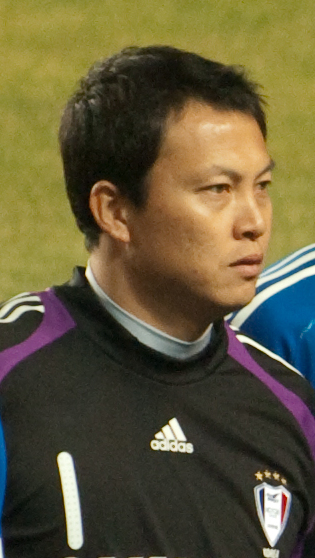
Lee Woon-jae jugó en Suwon entre 1996 y 2010.

Con motivo del decimoquinto aniversario de la entidad en 2011, se presentó un once ideal con los mejores jugadores que habían pasado hasta esa fecha:
| Posición | Futbolista      | Etapa                   |
| -------- | --------------- | ----------------------- |
| POR      | Lee Woon-jae    | 1996 - 2010             |
| DEF      | Lee Byung-keun  | 1996 - 2006             |
| DEF      | Park Kun-ha     | 1996 - 2006             |
| DEF      | Choi Sung-yong  | 2002 - 2006             |
| MED      | Kim Jin-woo     | 1996 - 2007             |
| MED      | Kim Do-heon     | Desde 2009              |
| MED      | Seo Jung-won    | 1999 - 2004             |
| MED      | Denis Laktionov | 1996 - 2002 2006 - 2007 |
| MED      | Ko Jong-soo     | 1996 - 2002             |
| DEL      | Nádson          | 2003 - 2008             |
| DEL      | Saša Drakulić   | 1998 - 2000             |

## Datos del club
- Temporadas en K League 1: 18

Debut: Temporada 1996
Mejor posición: 1º (cuatro ocasiones, la última en la temporada 2008)
Peor posición: 12º (temporada 2023)
Descensos: 1
- Participaciones en la Liga de Campeones de la AFC: 13

Mejor posición: Campeón (2001, 2002)

## Participación internacional en torneos AFC y FIFA

#### Por competición
Nota: En negrita competiciones activas.
| Competición                         | Temp. | PJ  | PG | PE | PP | GF  | GC  | Dif. | Puntos | Títulos | Subtítulos |
| ----------------------------------- | ----- | --- | -- | -- | -- | --- | --- | ---- | ------ | ------- | ---------- |
| Liga de Campeones de la AFC         | 13    | 101 | 50 | 28 | 23 | 199 | 97  | +102 | 178    | 2       | –          |
| Supercopa de la AFC                 | 2     | 4   | 2  | 1  | 1  | 5   | 4   | +1   | 7      | 2       | –          |
| Recopa de la AFC                    | 1     | 8   | 7  | 0  | 1  | 35  | 2   | +33  | 21     | –       | 1          |
| Total                               | 16    | 113 | 59 | 29 | 25 | 239 | 103 | +136 | 206    | 4       | 1          |
| Actualizado a la Temporada 2021-22. |       |     |    |    |    |     |     |      |        |         |            |

#### Participaciones
- Liga de Campeones de la AFC (13): 1999-00, 2000-01, 2001-02, 2005, 2009, 2010, 2011, 2013, 2015, 2016, 2017, 2018, 2020

- Supercopa de la AFC (2): 2001, 2002.

- Recopa de la AFC (1): 1997-98.

## Palmarés

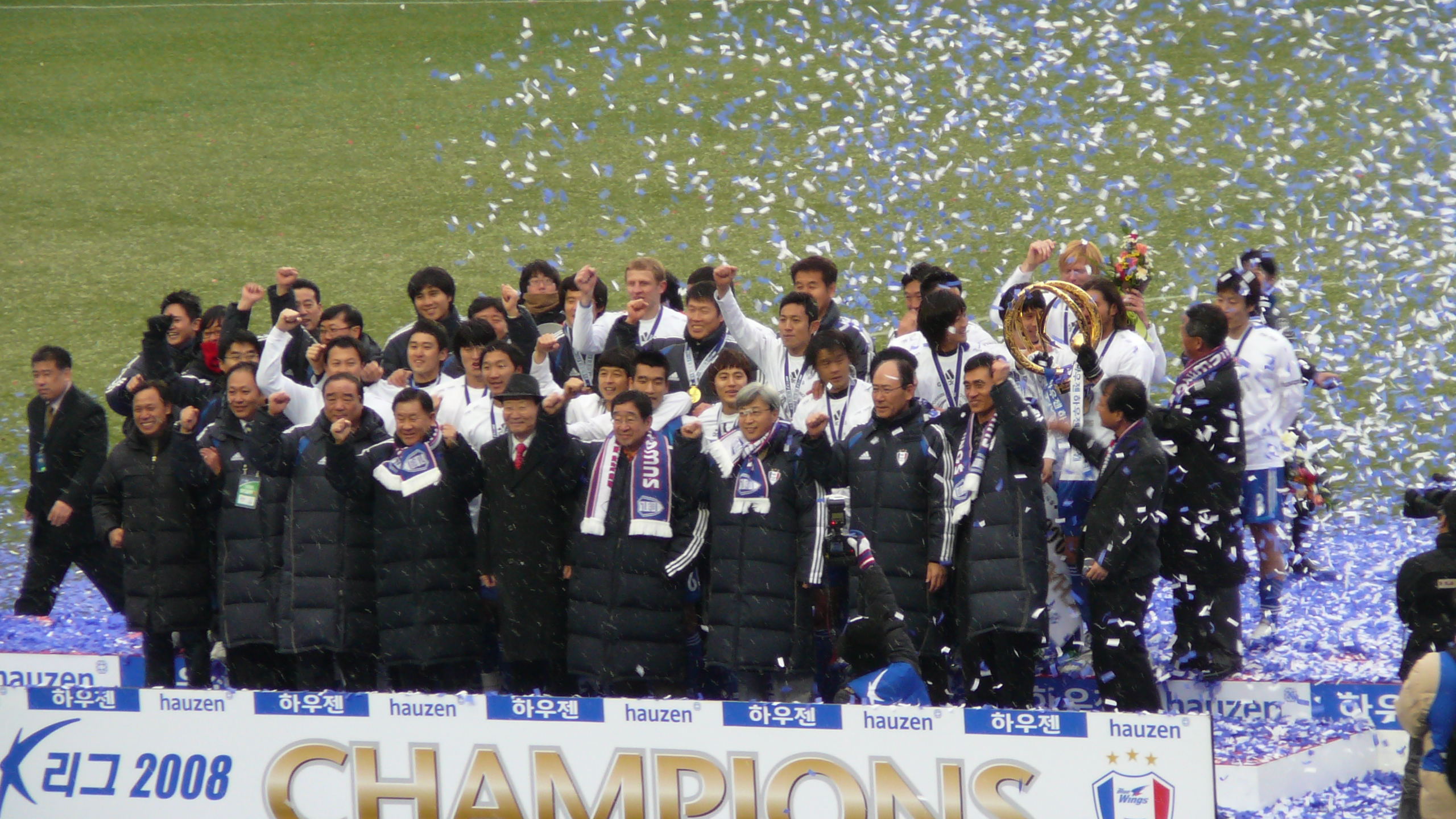
La plantilla del Suwon Samsung Bluewings celebra el título de liga de la temporada 2008.

### Torneos nacionales
- K League 1 (4): 1998, 1999, 2004, 2008.

Subcampeón de la K League 1 (4): 1996, 2006, 2014, 2015.
- Korean FA Cup (5): 2002, 2009, 2010, 2016, 2019

Subcampeón de la Korean FA Cup (3): 1996, 2006, 2011.
- Copa de la Liga (6): 1999 (primavera), 1999 (otoño), 2000 (primavera), 2001 (primavera), 2005, 2008.
- Supercopa de Corea (3): 1999, 2000, 2005.

### Torneos internacionales (4)
- Liga de Campeones de la AFC (2): 2001, 2002.
- Supercopa de la AFC (2): 2001, 2002.
- Subcampeón de la Recopa de la AFC (1): 1998.
- Campeonato Pan-Pacífico de Clubes (1): 2009. (No oficial)
- Copa de Campeones A3 (1): 2005. (No oficial)